# Кобук (Аљаска)
Кобук (енгл. Kobuk) град је у америчкој савезној држави Аљаска.

## Демографија
По попису из 2010. године број становника је 151, што је 42 (38,5%) становника више него 2000. године.
| Група             | 2000.    | 2010.     |
| Белци             | 5 (4,6%) | 13 (8,6%) |
| Афроамериканци    | 0 (0,0%) | 0 (0,0%)  |
| Азијати           | 1 (0,9%) | 1 (0,7%)  |
| Хиспаноамериканци | 5 (4,6%) | 4 (2,6%)  |
| Укупно            | 109      | 151       |